# Expérience de Johannsen
L'expérience de Johanssen est une expérience de sélection végétale, réalisée en 1903 par Wilhelm Johannsen. 

## Description
Dans une lignée pure de haricots (plante autogame), Johanssen remarque une différence au niveau de la taille des graines. Par une sélection massale, il regroupe les gros grains d'un côté et les petits grains de l'autre puis cultive séparément ces deux sous-populations en pensant obtenir des gros grains d'un côté et des petits de l'autre mais en fait, il obtient à chaque fois une descendance ayant le même poids moyen. 
Des tests similaires sont réalisées sur différentes plantes et Johannsen en arrive à la conclusion qu'au sein d'une lignée pure, lorsque les gènes affectant un trait sont identiques, la descendance moyenne reste semblable quels que soient les géniteurs sélectionnés. C'est une des limites de la sélection massale.